# Bartłomiej de Ambrosini
Bartłomiej de Ambrosini – murator, w 1576 roku przyjął prawo miejskie Starej Warszawy.